# Litsea pseudoumbellata
Litsea pseudoumbellata är en lagerväxtart som beskrevs av Kostermans. Litsea pseudoumbellata ingår i släktet Litsea och familjen lagerväxter. Inga underarter finns listade i Catalogue of Life.